# 团结水库 (沧源)
团结水库是云南省沧源佤族自治县的一座水库，属小（一）型蓄水工程。1965年3月动工兴建，1972年5月竣工。水库坝高27米，坝顶宽5.2米，坝顶长102米，总库容量218万立方米，经流面积22平方千米，最大泄流量47.05立方米/秒。1988年在地震中遭受严重破坏，后经数次除险加固，2006年5月30日加固完毕，除险加固后总库容量增至256.3万立方米，最大泄流量32.4立方米/秒。主要受益区为岩帅镇和勐省镇的6个村民委员会，灌溉面积2,100亩，是沧源县内的第一座人工湖。

## 资料来源
1. ↑  沧源佤族自治县地方志编撰委员会. . 昆明: 云南民族出版社. 1998年12月: 41. ISBN 7-5367-1498-X.
2. ↑  杨敏. . ein.ynnu.edu.cn. 佤族大辞典. 2012-12-01  [2017-12-15].[永久]